# 阿巴克克烈
阿巴克克烈，是哈薩克族克烈部落兩個分枝之一。
傳說來自大玉茲察柏拉西提部落的Dzhigit Abaka愛上一個克烈部的女孩，從而標誌著阿巴克克烈家族的開始，該家族發展成為12個氏族：1)詹特基
2)扎迪克，3)卡拉卡斯，4)舒巴拉伊吉爾，5)伊特利，6)雪椿，7)默西特，8),9)莫爾基(蔑兒乞)、10)賈斯塔班、11)康薩達克、12)庫爾泰布拉特。
他們一直在哈薩克汗國東北部生活，十八世紀末，庫庫岱蘇丹和清達成協議歸附，組建宗族，從此定居新疆。
中國哈薩克族的克烈部多是阿巴克克烈的各氏族。